# ラーザ・コスティッチ
ラーザ・コスティッチ（セルビア語キリル・アルファベット: Лаза Костић、1841年2月12日 - 1910年11月27日）は、セルビアの詩人、散文作家、弁護士、美学者、ジャーナリスト、広報担当者、政治家であり、セルビア文学で最も偉大な人物の一人と見なされている。彼は、約150曲の歌詞、20篇の叙事詩、3作の戯曲、1作のモノグラフ、そのほか随筆や短編小説、記事を書いた。コスティッチは英文学の研究を推進し、ヨヴァン・アンドレジェヴィッチ＝ヨレスとともに、ウィリアム・シェイクスピアの作品をセルビア語への体系的な翻訳を始めた最初の一人であった。コスティッチはまた、シェイクスピアの作品をセルビア文化へ紹介する著作を発表した。

## 生涯
ラーザ・コスティッチは、1841年、オーストリア帝国の一部であったヴォイヴォディナのコヴィリで軍人の家庭に生まれた。彼はアルーマニア人家系の生まれであった。コスティッチはブダペスト大学法学部を卒業し、1866年に同大学で法学の博士号を取得した。彼の論文はドゥシャン法典についての言及を含むものであった。
学生生活を終えた後、コスティッチはいくつかの職を得て、ノヴィ・サド、ベオグラード、モンテネグロで文化的・政治的な活動へと積極的に参加した。彼は統一セルビア青年団の指導者の一人であり、この団体の別の指導者であるスヴェトザル・ミレティッチの協力を得て、ハンガリー議会のセルビア代表に選出された。しかし、コスティッチは自由主義的かつ国家主義的な思想を持っていたため、オーストリア＝ハンガリー帝国を離れる必要に迫られた。彼はベオグラードとモンテネグロで数年間過ごしたあと、帰国した。
1869年から1872年まで、コスティッチはノヴィ・サドの裁判所において裁判長を務め、郡内における党の実質的な指導者でもあった。彼はスレムスキ・カルロヴツィの聖職者・世俗者会議の代表を何度か担当した。さらに、彼はノヴィ・サド市長を2度にわたって務め、ブダペストにおいて議会のシャイカシ代表をも2度務めた。
スヴェトザル・ミレティッチとヨヴァン・ヨヴァノヴィッチ・ズマイに続き、ラーザ・コスティッチがノヴィ・サドにおいて最も活発な指導者となった。彼の政治に対する姿勢は異彩を放っていたが、「芸術を通じてセルビアを救う」という彼の使命は啓蒙主義家たちに阻まれていることを強く感じていた。
1867年、オーストリア帝国はオーストリア＝ハンガリー帝国となり、ハンガリー王国は新国家が持つ2つの自治領のうちの1つとなった。これに続いて非ハンガリー民族に対するハンガリー化政策がとられたが、その最たるものであったのはハンガリー語の推進と、セルビア語を含むルーマニア語とスラヴ語派の抑圧であった。コスティッチは統一セルビア青年団を主導する活動家として、彼や他の民族に押しつけられたオーストリア＝ハンガリー帝国の法律を撤廃しようと積極的な活動を行った。セルビア公ミハイロ・オブレノヴィッチ3世が暗殺されたとき、オーストリア＝ハンガリー帝国の当局は、ラーザ・コスティッチや彼の師であるミレティッチ、そのほかのセルビア知識人たちによる殺害計画であったとして、彼らを処刑しようとした。コスティッチは逮捕され投獄されたが、他の者たちと同様に、のちに釈放されている。1868年、新たなセルビア公となったのは、同1868年に発表されたラーザ・コスティッチの作品『マクシム・クロノイェヴィッチ』に心酔する14歳のミラン1世であった。

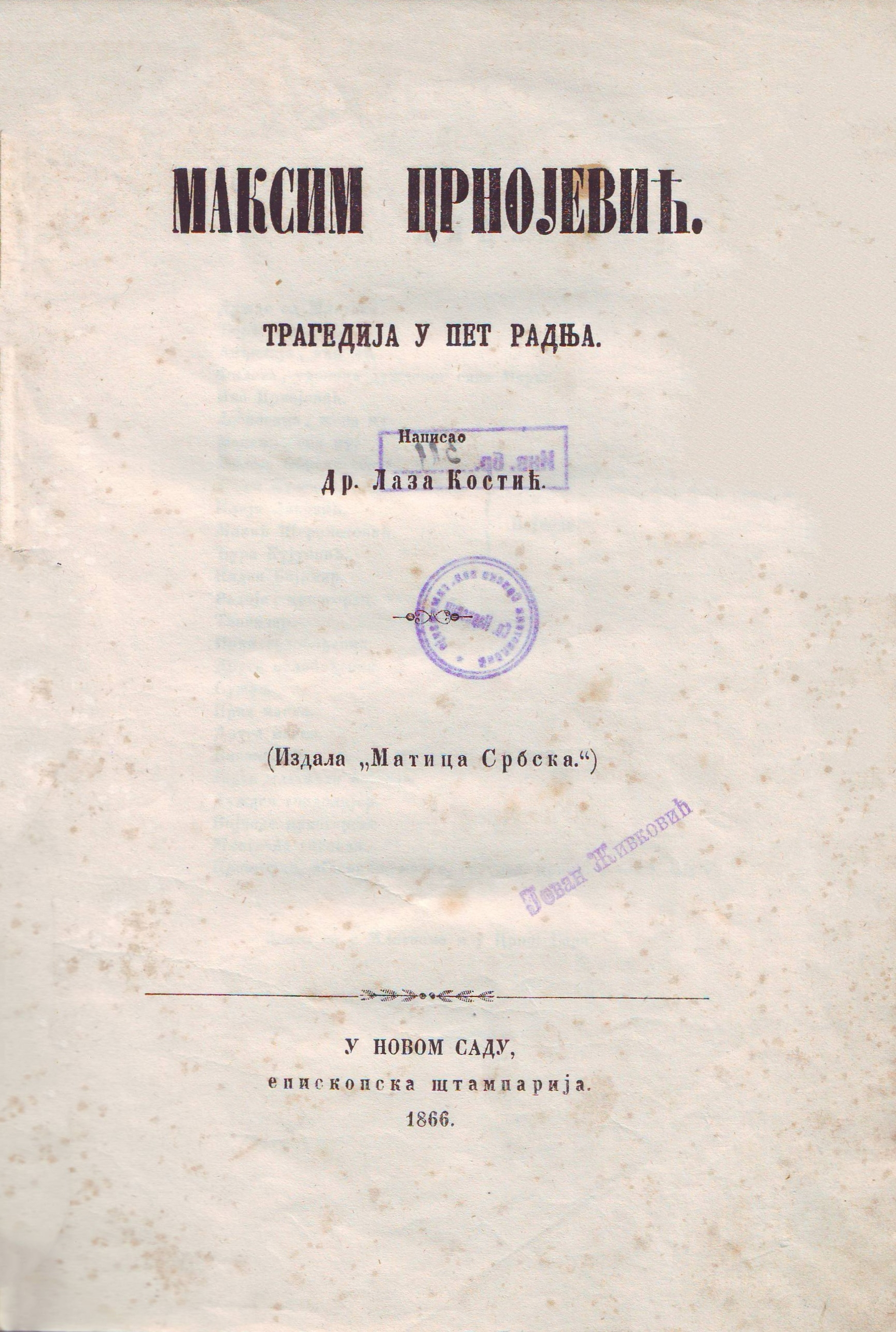
『マクシム・クロノイェヴィッチ』の表紙。1866年発行。

コスティッチはベオグラードに移り、詩人として人気を博した。ミラン1世の影響で、コスティッチは政治・文学雑誌『セルビア独立』の編集長に就任することができた。ミラン1世はベルリン会議 (1878年)でコスティッチをヨヴァン・リスティッチの主任助手に選び、1880年には、セルビア代表団の一員としてサンクトペテルブルクにコスティッチを派遣した。
この頃からベオグラードの野党はコスティッチの著作に対して異議を唱えるようになったが、コスティッチの奇人変人ぶりにもかかわらず、彼は偉大な詩人・作家として評価する人々も多かった。やがてコスティッチはツェティニェで暮らすようになり、モンテネグロ王国の国営紙『モンテネグロの声』の編集長となって、そこでシモ・マタヴリ、パヴェル・ロヴィンスキー、ヴァルタザール・ボギシッチらの知識人と出会った。
1890年、コスティッチはソンボルに移り、1895年9月にユリヤナ・パラナツィキと結婚し、生涯の大半をそこで過ごした。ソンボルで、彼の見た夢を記した『夢日記』と、彼の愛と哀しみをうたった『健やかなるサンタ・マリア』を書いた。
コスティッチは、自身の作品と研究において、2つの方向性を追っていた。「理論的な精神は絶対なるものに到達できず、その普遍性に必要とされる魅力と生命の豊かさを持たない」。彼は、スヴェトザール・マルコヴィッチの人類哲学と、革命家であり唯物論者であるニコライ・チェルヌイシェフスキーの思想に反対していた。
コスティッチは、1910年11月27日にウィーンで死去した。

## 詩と散文

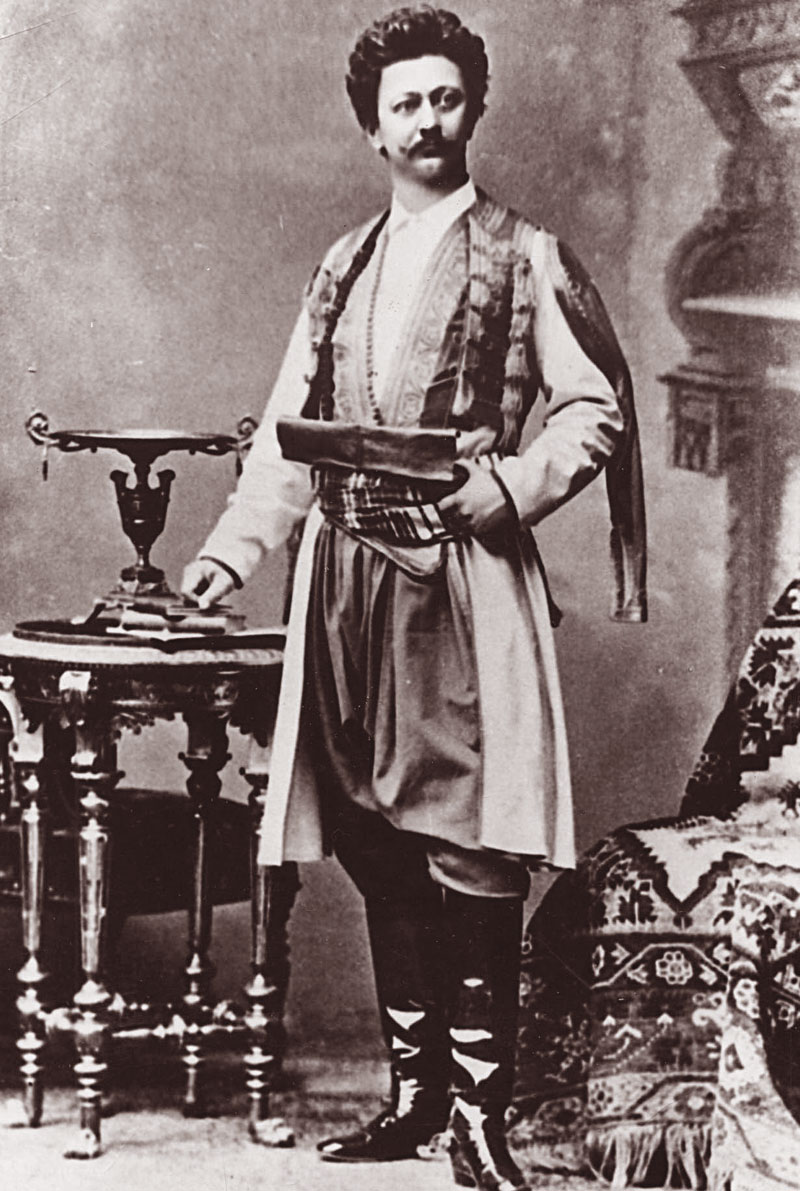
モンテネグロの民族衣装を着たラーザ・コスティッチ

コスティッチの詩は、普遍的なテーマや人間が持つ関心、特に人間と神、社会と人間関係について頻繁に触れている。彼は文体や言語の面でセルビア文学に革新をもたらし、固定観念にとらわれない自由な試みを行ったが、その反面、作品の明瞭さを犠牲にすることが多かった。彼の作品は、当時のどのセルビア詩人よりもヨーロッパのロマン主義に近い作風を持っていた。コスティッチは、自身の多くのエッセイの中で、セルビア民謡とヨーロッパのロマン主義を組み合わせようとしたが、失敗に終わった。コスティッチの詩の先進性や彼自身の奇抜さ、当時のセルビアにおける思潮がその要因ではないかとされている。
コスティッチの戯曲については、『マクシム・クロノイェヴィッチ』（1863年）が叙事詩を劇化しようとした最初の試みである。『ペラ・セゲディナック』（1875年）は、オーストリア＝ハンガリー帝国におけるセルビア人の闘争を扱った作品であった。『ゴルダナ』（1890年）はあまり評価されなかった。
シェイクスピアの翻訳者の一人であるコスティッチは、セルビアの歴史と叙事詩を戯曲作品へと翻案することで、独創的かつ難解でない作風を生み出すことに成功した。コスティッチは詩の才能だけでなく、古代やルネサンスに関する知識も豊富に持っており、史実とは異なる筋書きの文学的な悲劇作品をも創作した。典型的なロマン主義のタッチで描かれたコスティッチの悲劇作品は、熱情的な愛と国家への情熱を強く前面に押し出していた。
コスティッチの作品は、初めはセルビアの人々に盲目的に称賛されたが、晩年のコスティッチは支持されなくなっていた。コスティッチが客観的な評価を受けるようになったのは、彼の死後のことであった。今日のセルビアでは、コスティッチこそが現代セルビア詩のいしずえを築いた人物であるとの評価を受けている。

## 英語作品の翻訳

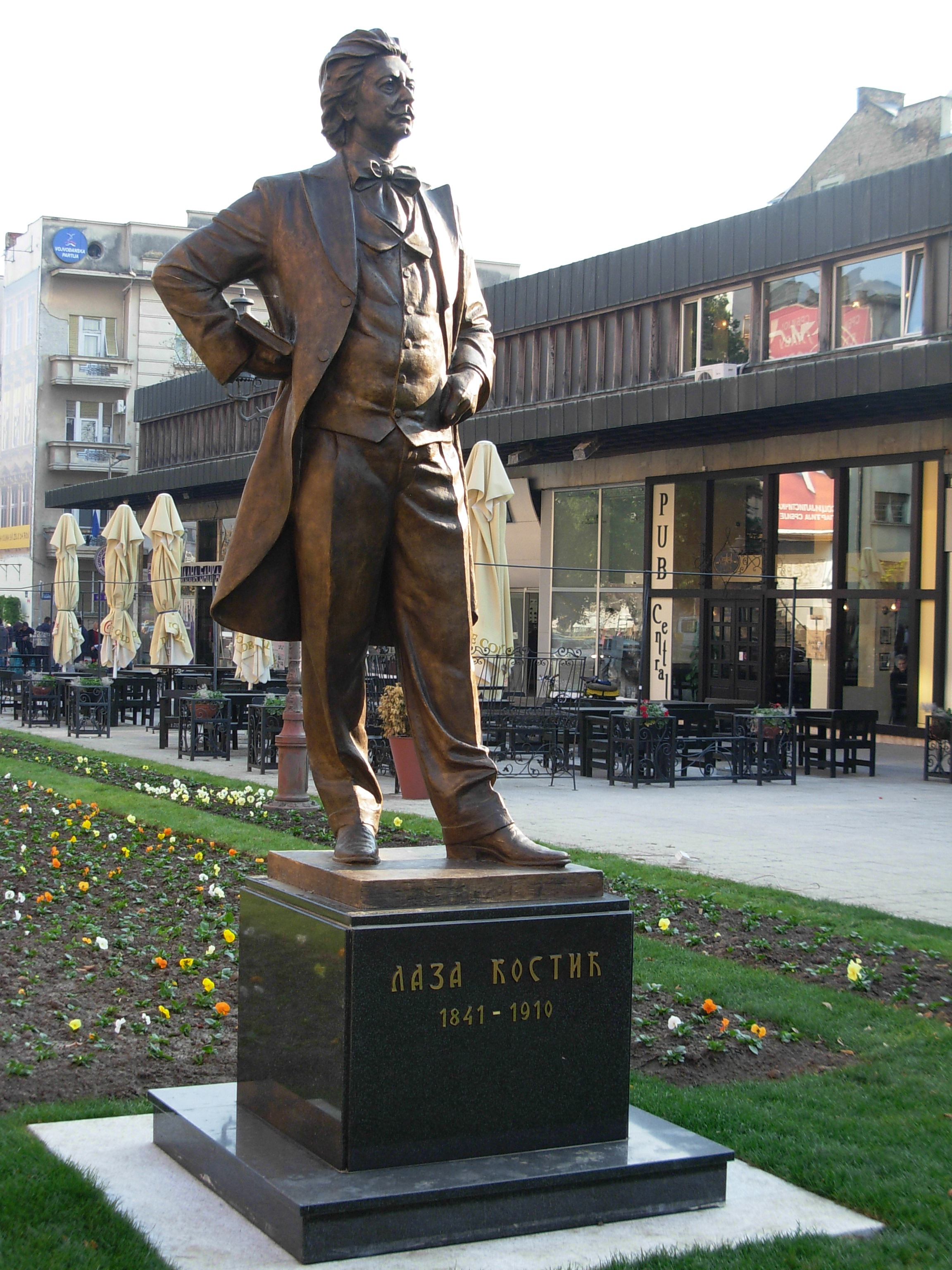
ノヴィ・サドにあるラーザ・コスティッチの記念碑

1859年、18歳のコスティッチはウィリアム・シェイクスピアの作品をセルビア語に翻訳する仕事を引き受けた。コスティッチはシェイクスピアに関する作品を約50年間にもわたって研究し、それを出版した。コスティッチが『ロミオとジュリエット』をセルビア語に翻訳する動機となったのは、18世紀にドシテイ・オブラードヴィッチが始めたセルビア文学の復興運動である。コスティッチと彼の協力者であるアンドレジェヴィッチは、シェイクスピアをセルビア国民に紹介しようと1850年代からたゆまぬ努力を続けていた。
彼はバルカン文化と古代を近づけようとし、ホメーロスの作品をセルビアの叙事詩へと翻案する試みを行ったほか、ハインリヒ・ハイネ、ハインリヒ・デルンブルヒ、エドワード・ブルワー＝リットン、ハンガリーの詩人ヨージェフ・キシュなど、多くの外国人作家の作品を翻訳した。
『リチャード三世』のセルビア語訳は、コスティッチの友人であるアンドレジェヴィッチとの共同作業であった。アンドレジェヴィッチは、1861年にノヴィ・サドのセルビア国立劇場の設立にも参加している。『リチャード三世』がノヴィ・サドで上演された年（1864年）は、シェイクスピア生誕300周年と重なっていた。『リチャード三世』の演出は、コスティッチ自身が担当した。彼はのちに『ハムレット』をもセルビア語へと翻訳した。

## 私生活と人物像

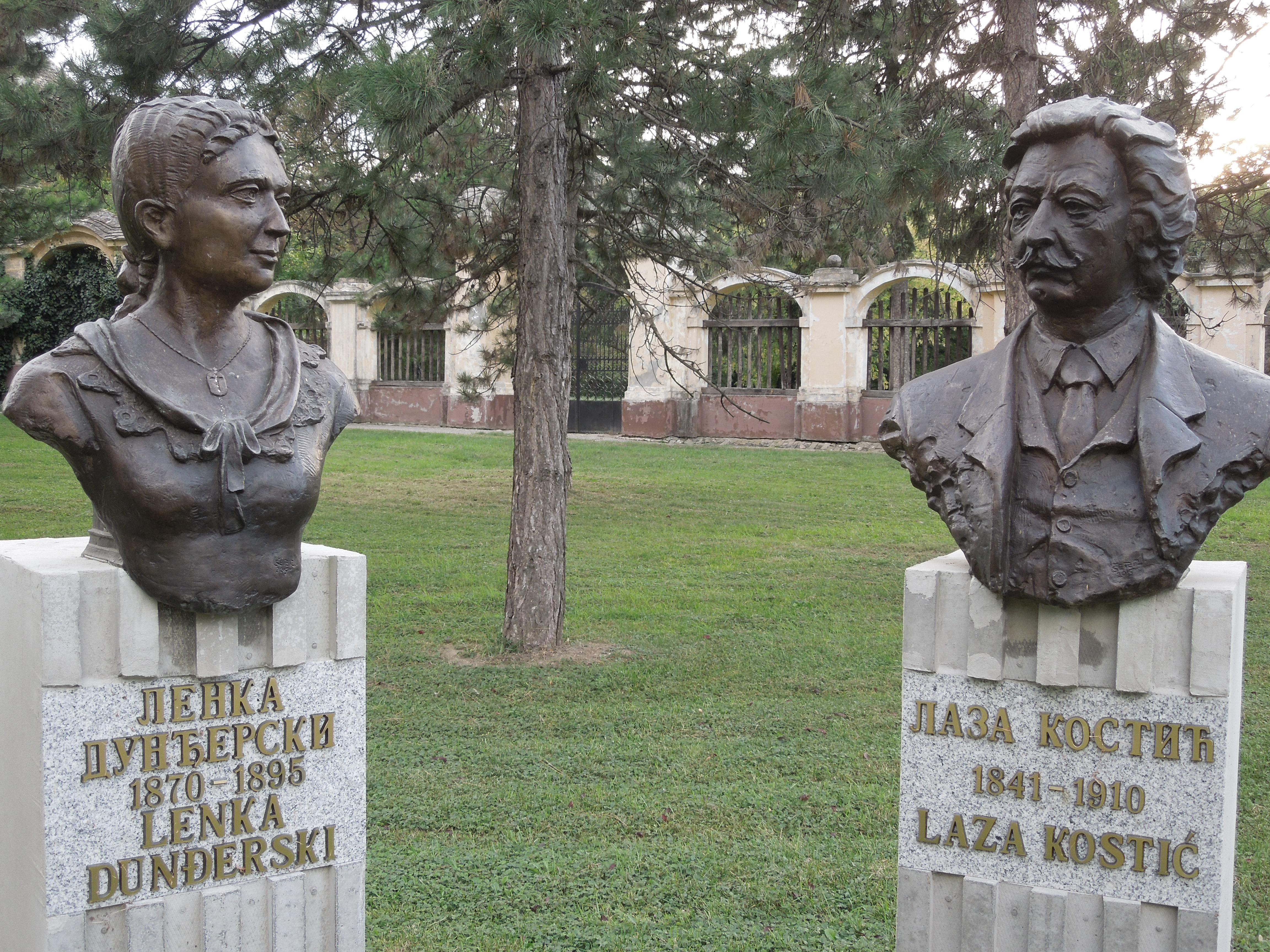
ラーザ・コスティッチとエレナ・レンカ・ドゥンジェルスキの胸像

ラーザ・コスティッチは風変わりな人物と見なされているが、彼はずば抜けた発想力を持っていた。コスティッチは劇詩に弱強韻律を導入した最初の人物であり、シェイクスピアの作品をセルビア語に翻訳した最初の人物でもある。20世紀初頭に開催されたヨーロッパ作家会議では、彼はセルビア文化と西ヨーロッパの主要文化との関係性を説明しようとしていた。
コスティッチは、オーストリア＝ハンガリー帝国において最も重要なセルビア貴族の一人であるラザール・ドゥンジェルスキと友人関係にあった。コスティッチは、ラザールの末娘である29歳年下のエレナ・レンカ・ドゥンジェルスキに好意を持っていた。レンカはコスティッチの好意に応えたが、ラザールは彼らの関係を認めず、結婚を許さなかった。その代わりに、ラザールはコスティッチとユリヤナ・パラナツィキを結婚させるよう取り仕切った。その一方、コスティッチはレンカとセルビア系アメリカ人科学者ニコラ・テスラとの結婚を仲介しようとしたが、テスラはコスティッチの申し出を断っている。
レンカは感染症で25歳の誕生日に亡くなったとされるが、感染症によってではなく、彼女は自殺によって亡くなったと考える者もいる。レンカの死後、コスティッチは彼の代表作の一つである『健やかなるサンタ・マリア』（Santa Maria della Salute）を書いた。この作品は、セルビア語で書かれた最も美しい愛の詩の一つであるとされる。

## 作品

### 戯曲
- Maksim Crnojević（1868年）
- Pera Segedinac（1882年）
- Gordana（1890年）

### 詩歌
- Među javom i med snom
- Santa Maria della Salute

### 短篇小説
- Čedo vilino
- Maharadža
- Mučenica

### 評論
- Osnova lepote u svetu s osobenim obzirom na srpske narodne pesme（1880年）
- Kritički uvod u opštu filosofiju（1884年）
- O Jovanu Jovanoviću Zmaju (Zmajovi), njegovom pevanju, mišljenju i pisanju, i njegovom dobu（1902年）

### エッセイ
- Treće stanje duše[20]

### 翻訳作品
- リチャード三世
- ハムレット
- ロミオとジュリエット
- リア王